# MKE Ankaragücü (volley-ball féminin)
Maillots
MKE Ankaragücü est un club turc de volley-ball, section féminine du club omnisports du MKE Ankaragücü, basé à Ankara, qui a fonctionné de 2006 à 2015.

## Historique
- MKE Ankaragücü Spor Kulübü est créée en 1910[1].
- La section volley-ball est ouverte en 2006.
- Saison 2007-2008 : Accession en ABVL 2[2].
- Saison 2008-2009 : Champion de ABVL 2 et accession en Aroma Bayanlar Voleybol Ligi[3].
- Saison 2009-2010 : 8e Aroma Bayanlar Voleybol Ligi.
- Saison 2010-2011 : 8e Aroma Bayanlar Voleybol Ligi[4].
- Saison 2011-2012: 12e Aroma Bayanlar Voleybol Ligi. L'équipe est reléguée en ABVL 2.
- Saison 2012-2013: 8e Türkiye 2. Ligi B Grubu.
- Saison 2013-2014: 6e Türkiye 2. Ligi B Grubu.
- Saison 2014-2015: Le 4 février 2015, le club se retire du championnat de Türkiye 2. Ligi pour des raisons financières[5].

## Palmarès

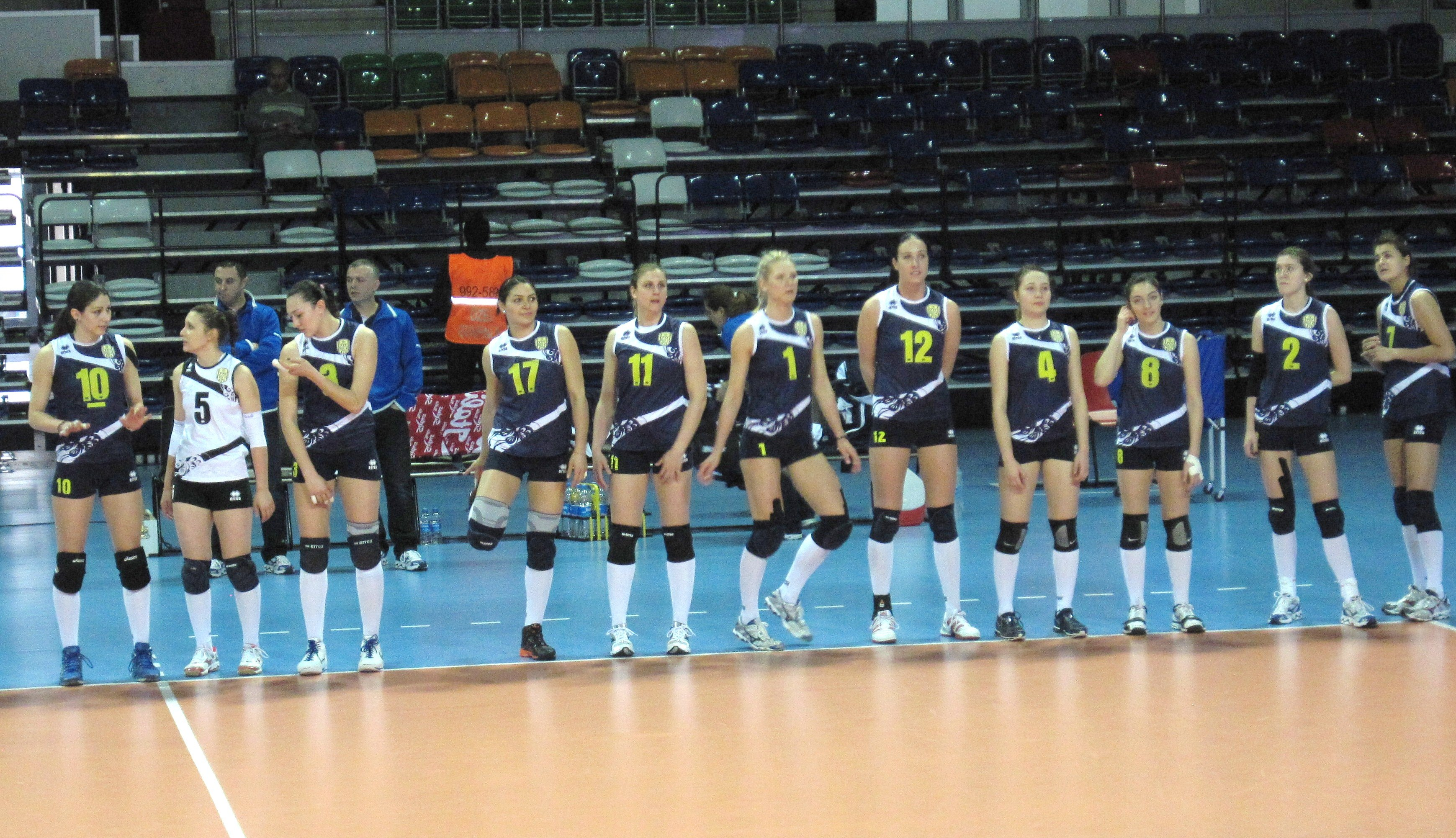
Équipe du Ankaragücü lors de la saison 2010/2011

- Champion de ABVL 2 (2008-2009)

## Bilan par saison
| Saison    | Division | Saison régulière | Phase finale    | Coupe de Turquie |
| --------- | -------- | ---------------- | --------------- | ---------------- |
| 2013-2014 | 2.Lig    | 6e               | —               | —                |
| 2012-2013 | 2.Lig    | 8e               | —               | —                |
| 2011-2012 | 1.Lig    | 12e              | —               | Quart de finale  |
| 2010-2011 | 1.Lig    | 8e               | Quart de finale | Quart de finale  |
| 2009-2010 | 1.Lig    | 8e               | Quart de finale | Quart de finale  |
| 2008-2009 | 2.Lig    | 1e               | Vainqueur       | —                |
| 2007-2008 | 3.Lig    | 1e               | Vainqueur       | —                |

## Entraîneurs successifs
- 2007-2009 :   Barbaros Çelenk
- 2009-2010 :   Ali Oktay
- 2010-2012 :   Hüseyin Doğanyüz
- 2012-2012 :   Mehmet Akın Akyıldız
- 2012-2013 :   Alper Gencer
- 2013-2015 :   Barbaros Çelenk